# Роялтон (Вісконсин)
Роялтон (англ. Royalton) — місто (англ. town) в США, в окрузі Вопака штату Вісконсин. Населення — 1359 осіб (2020).

## Демографія
Згідно з переписом 2010 року, у місті мешкали 1434 особи в 588 домогосподарствах у складі 438 родин. Було 753 помешкання
Расовий склад населення:
| - 98,7 % — білих - 0,2 % — корінних американців - 0,1 % — чорних або афроамериканців - 0,1 % — азіатів |

До двох чи більше рас належало 0,6 %. Частка іспаномовних становила 0,8 % від усіх жителів.
За віковим діапазоном населення розподілялося таким чином: 20,9 % — особи молодші 18 років, 63,3 % — особи у віці 18—64 років, 15,8 % — особи у віці 65 років та старші. Медіана віку мешканця становила 45,9 року. На 100 осіб жіночої статі у місті припадало 111,2 чоловіків;  на 100 жінок у віці від 18 років та старших — 113,7 чоловіків також старших 18 років.
Середній дохід на одне домашнє господарство  становив 66 977 доларів США (медіана — 55 227), а середній дохід на одну сім'ю — 78 447 доларів (медіана — 67 083). Медіана доходів становила 48 438 доларів для чоловіків та 31 761 долар для жінок. За межею бідності перебувало 10,4 % осіб, у тому числі 17,3 % дітей у віці до 18 років та 3,7 % осіб у віці 65 років та старших.
Цивільне працевлаштоване населення становило 731 особа. Основні галузі зайнятості: виробництво — 29,0 %, освіта, охорона здоров'я та соціальна допомога — 16,1 %, будівництво — 10,9 %, роздрібна торгівля — 10,3 %.